# 長春大学
長春大学（ちょうしゅんだいがく）は中華人民共和国吉林省政府に所属している総合大学で、人民大街と衛星路の交差点に位置している。

## 概要
キャンパスの総面積は112.9万平方メートルである。大学には15個の学院と36個の専攻が設置されており、学生数は1万人超える。教師は710人で、外国人の教師が12人ほど在籍している。長春大学は中国で初めて外国人を受け入れた200の大学の中の一つであり、これまでに日本、アメリカ合衆国、大韓民国、ロシア、カナダ、イギリスなどの11か国と姉妹学校を結び、36個の姉妹学校を持っている。長春大学は1995年から国際交流を始めた。その翌年の1996年に教室、食堂、寮などが完備する6,300平方メートルの「留学生会館」を建て、約200人の学生に利便を図っている。また専門知識を身につけた教師陣、科学的な管理、現代的な教育手法、緩やかな生活環境は、海外からも評判がよく、現在でも多くの外国人留学生が来ている。